# János cornwalli gróf
Elthami János (Eltham-palota, Kent, 1316. augusztus 15. – Perth, 1336. szeptember 13.), Cornwall grófja.

## Élete
1316. augusztus 15-én született, az angliai Kent megyében, II. Eduárd angol király és Franciaországi Izabella angol királyné második fiaként és második gyermekeként. Szülei 1308-ban kötöttek házasságot, mely házasságból egy bátyja – a későbbi III. Eduárd angol király – és két húga  – Eleonóra és Johanna – született még.
1328. október 6-án ő lett Cornwall earlje. Amikor már elérte a házasulandó kort, igen jó partinak számított Európa-szerte, így az idegen királyságok szívesen ajánlottak fel neki menyasszony-jelölteket.
A választás végül IV. Alfonz portugál uralkodó törvénytelen leányára, Máriára esett, csakhogy János sajnos még az esküvő előtt meghalt.
Csupán 20 évet élt. 1336. szeptember 13-án hunyt el, a skóciai Perth-ben, valószínű, hogy egy sebesülést követő láz végeredményeként. (Állítólag saját bátyja, Eduárd ölte meg őt, dühében.)
Az 1327-ben trónra lépő III. Eduárd illő temetést rendezett öccsének, gyönyörű síremléket állítva a grófnak, a londoni Westminster Apátságban, 1337 januárjában.